# Улица Мечникова (Астрахань)
У́лица Ме́чникова — улица в центральной части Астрахани, соединяющая исторические районы Белый город, Армянская слобода и Персидская слобода. Начинается от Бабушкина у здания администрации Кировского района и идёт с севера на юг, пересекая улицу Шаумяна и набережную 1 Мая. Далее пересекает Канал имени Варвация через пешеходный Мечниковский мост, улицы Челюскинцев, Казанскую, Зои Космодемьянской, Епишина, Гилянскую и Лычманова. Пересекая Бакинскую улицу, переходит из Кировского в Советский административный район города, далее пересекает улицы Морозова, Трофимова и Плещеева и заканчивается у улицы Ахшарумова, переходя в улицу Джона Рида.
Значительную часть застройки улицы составляют дома дореволюционного периода, в том числе памятники архитектуры.

## История
До 1837 года улица называлась Армяно-Петропавловской, затем была переименована в Крестовскую. В 1920 году Крестовская была переименована в Камышинскую по городу Камышину Волгоградской области. В 1952 году улица получила своё современное название в честь биолога, лауреата Нобелевской премии по физиологии и медицине Ильи Ильича Мечникова. Пять лет спустя к улице Мечникова была присоединена улица Съезда 9 января 1905 года, до 1920 года называвшася Армянским съездом.

## Застройка
- дом 12/89 —  памятник архитектуры Усадьба Агамова, образец застройки улицы
- дом 17/100/107 —  памятник архитектуры Астраханская кирха (церковь евангелическо-лютеранская во имя Иисуса, построена в 1888‒1892 гг., перестроена в жилой дом в 1940‒1941 гг.)
- дом 25/40/41 —  памятник архитектуры Ирининская община сестер милосердия (армянское епархиальное женское училище, конец XIX в.)

## Транспорт
Ближайшие к улице Дарвина остановки маршрутных такси располагаются на поперечных улицах — Бакинской и набережной 1 Мая.

## Фотогалерея

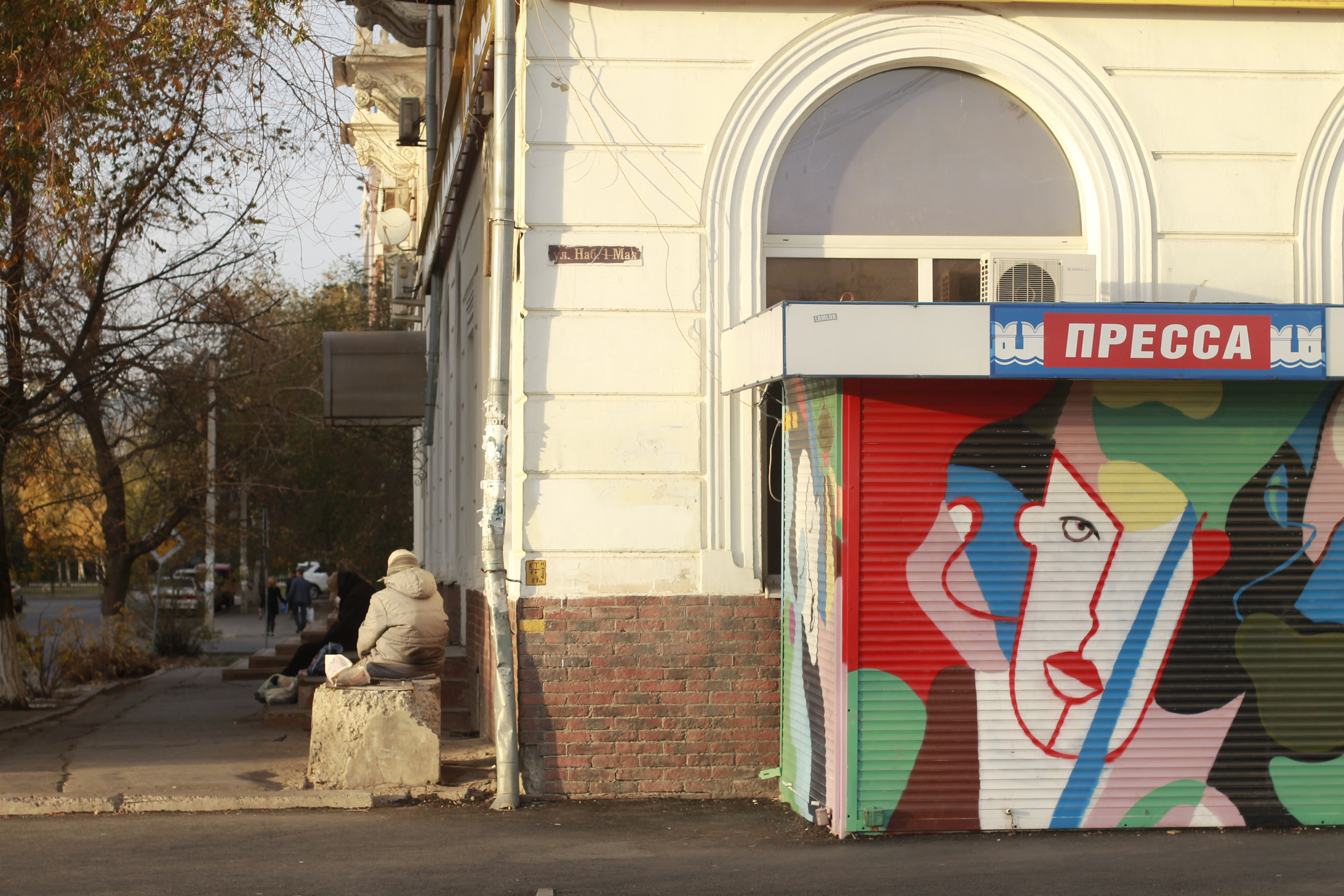
Киоск печати у дома № 9/91
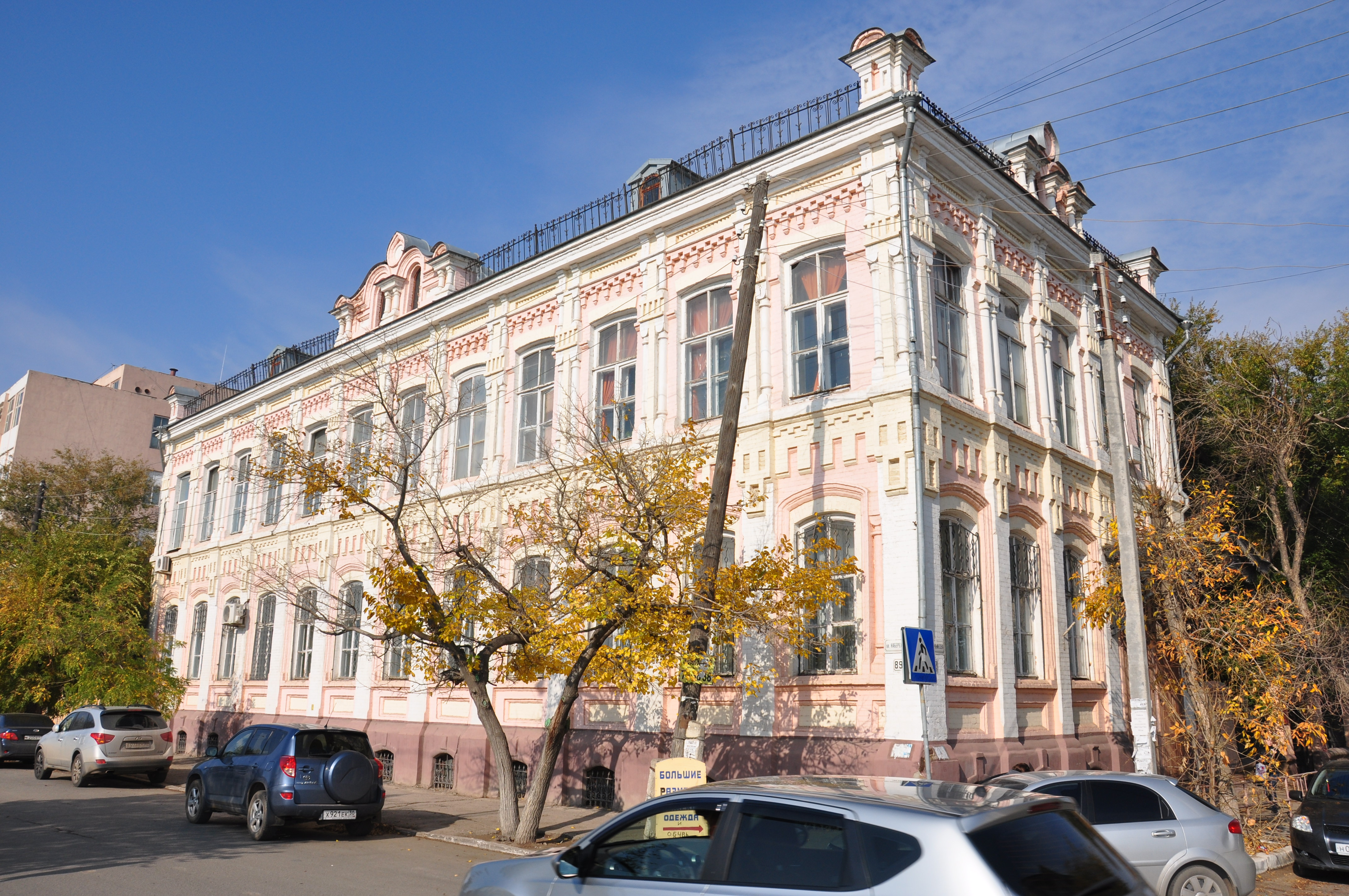
Усадьба Агамова (дом № 12/89)
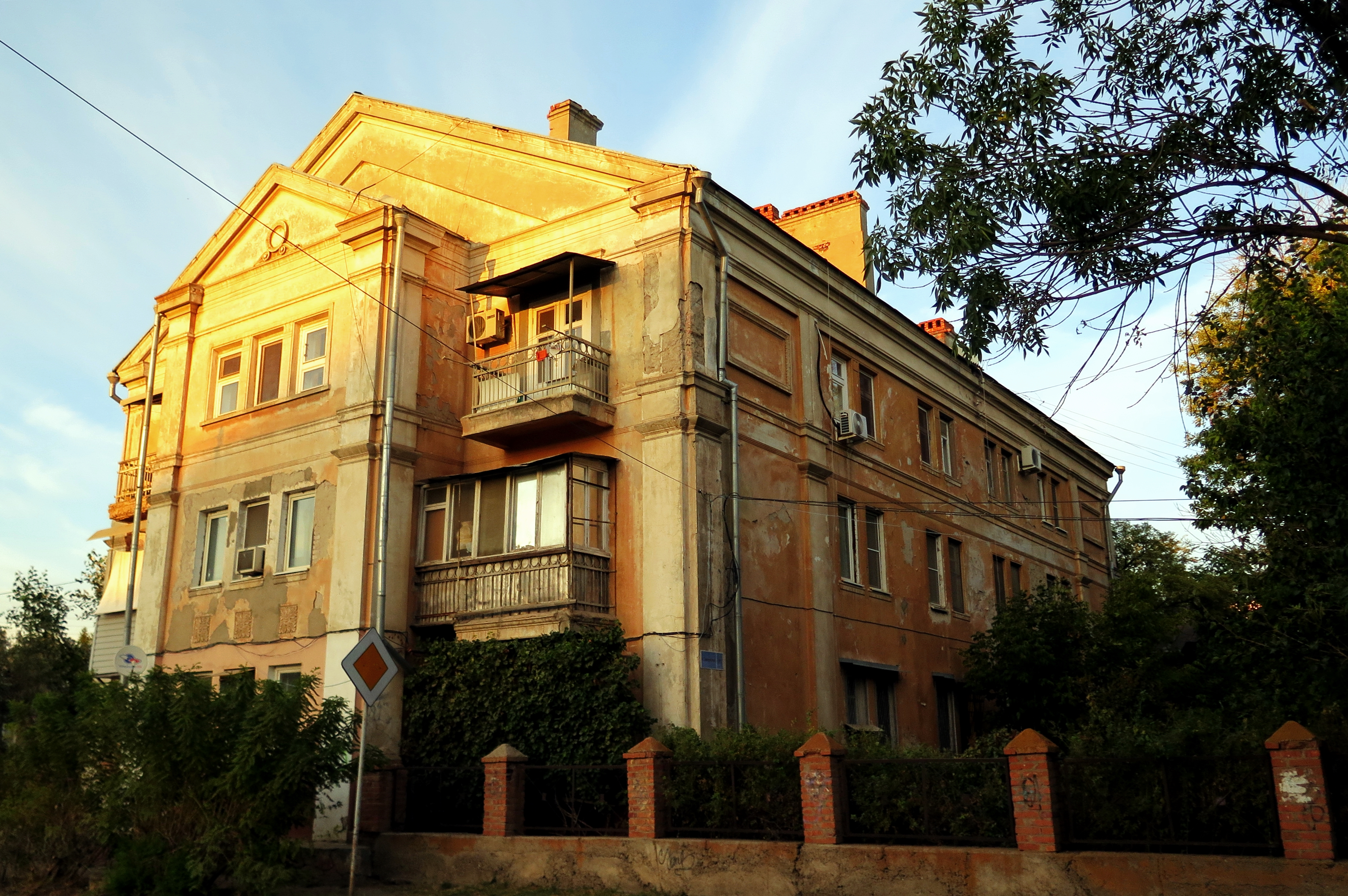
Астраханская кирха (дом №17/100/107)